# فارس الحربي (لاعب كرة قدم مواليد 1995)
فارس الحربي هو لاعب كرة قدم سعودي، لعب سابقاً في نادي الرائد و نادي النجمة في السعودية.